# Rodin Motorsport
A Rodin Motorsport é uma equipe neozelandesa de automobilismo sedia em Farnham, no Reino Unido. A equipe foi formada em janeiro de 2024, após a Rodin Cars, com sede na Nova Zelândia, assumir a totalidade dos ativos da Carlin Motorsport. Inicialmente, em janeiro de 2023, a Rodin se tornou acionista majoritário da Carlin, após um investimento de seu fundador David Dicker, com a equipe sendo renomeada para "Rodin Carlin". Um ano depois, após a retirada da família Carlin, com a Rodin assumindo a propriedade total da equipe, ela foi transformada na Rodin Motorsport.
A equipe participa atualmente do Campeonato de Fórmula 2 da FIA, Campeonato de Fórmula 3 da FIA, Campeonato GB3, F1 Academy, Campeonato Britânico de F4, Campeonato Espanhol de F4, Campeonato dos Emirados Árabes Unidos de Fórmula 4, ESkootr Championship e Fórmula Winter Series.